# Линн, Вера
Дама Вера Маргарет Линн (англ. Dame Vera Margaret Lynn, урожд. Уэлч (англ. Welch); 20 марта 1917 — 18 июня 2020) — английская певица, дама Ордена Британской Империи (Офицер, OBE, 1949, Дама-командор, DBE, 1975), имевшая огромную популярность в годы Второй мировой войны, когда она вела концертную радиопрограмму BBC «Sincerely Yours», адресованную британским военнослужащим за рубежом.
Вере Линн принадлежит как минимум два исторических чарт-рекорда. 15 ноября 1952 года сразу три её песни («Forget Me Not», #5, «The Homing Waltz», #9, «Auf Wiederseh’n Sweetheart», #10) вошли в самый первый британский хит-парад, опубликованный New Musical Express. А 5 сентября 2009 года 92-летняя певица не просто стала старейшей исполнительницей, когда-либо входившей в альбомные чарты, но и (со сборником We’ll Meet Again: The Very Best of Vera Lynn) поднялась на первое место.

## Биография
Вера Маргарет Уэлч родилась в Ист-Хэме (тогда — графство Эссекс, ныне — часть Большого Лондона) в рабочей семье (отец был водопроводчиком; от родителей она унаследовала акцент кокни). Вера начала петь в семилетнем возрасте в рабочих клубах; одновременно она занималась танцами. Позже в качестве сценического псевдонима Вера Уэлч приняла девичью фамилию бабушки.
Первое выступление Линн на радио состоялось в 1935 году, где она спела с Joe Loss Orchestra. К этому времени голос певицы уже звучал на пластинках нескольких танцевальных оркестров, включая коллективы Джо Лосса и Чарли Кунца (англ. Charlie Kunz): она спела, в частности, «The General’s Fast Asleep», «No Regrets», «When the Poppies Bloom Again», «I’m in the Mood for Love». Естественный и простой, лишенный всякой манерности вокальный стиль Веры Линн обеспечил ей почти мгновенный успех.
Свою первую сольную запись Линн осуществила на лейбле Crown Records в 1936 году: это была песня «Up the Wooden Hill to Bedfordshire». Затем для неё начался период сотрудничества с оркестром Берта Амброуза (англ. Bert Ambrose). В 1940 году, почти сразу же после начала активных военных действий, Линн начала выступления на радио в своей собственной программе «Искренне Ваша…» (англ. Sincerely Yours), адресованной британским военнослужащим за границей. По заявкам певица исполняла песни, в основном, ностальгического характера, наиболее популярные у солдат. В её репертуар вошли такие известные баллады, как «White Cliffs of Dover», «We’ll Meet Again», «Wishing», «Yours», «Comin' in on a wing and a prayer».
В качестве радиоведущей Линн регулярно посещала госпитали, где записывала голоса молодых матерей, которые транслировала затем в качестве «звуковых весточек» британским солдатам. Она побывала с военными концертами в Египте, Индии и Бирме.
В 1942 году Линн записала песню Росса Паркера и Хьюи Чарльза «We’ll Meet Again», снявшись в одноимённом фильме. Ностальгический текст композиции оказался созвучен настроениям британских солдат, она стала в Британии одной из популярнейших песен военных лет.
Пластинки Веры Линн, теперь выпускавшиеся Decca Records (в чью собственность перешла студия Crown), расходились мгновенно. Сентиментальная душевность исполнительницы, о чём впоследствии говорили многие, оказывали необычайное воздействие на боевой дух; Линн стали называть «любимицей армии» (англ. The Army's Sweetheart); о её творчестве стали говорить как о «национальном достоянии».
Незадолго до окончания войны Вера Линн шокировала публику заявлением об уходе со сцены. Однако уже в 1946 году она вернулась в студию, а к концу 1947 года снова начала активно работать на эстраде, в частности, давать концерты для военных.
В 1948 году, во время забастовки музыкантов, парализовавшей заокеанский музыкальный бизнес, Decca использовала возможность, чтобы выпустить свежий материал певицы в США, и Вера Линн тут же вошла в первую американскую десятку с песней «You Can’t Be True, Dear». В 1952 году она стала первой британской исполнительницей, возглавившей списки журнала Billboard. Успех ей принес сингл «Auf Wiederseh’n Sweetheart», 9 недель остававшийся на вершине хит-парада. В ноябре того же года три её песни («Forget Me Not», #5, «The Homing Waltz», #9, «Auf Wiederseh’n Sweetheart», #10) вошли в самый первый британский хит-парад, опубликованный New Musical Express; список назывался Top Twelve (хотя фактически, из-за сдвоенных мест, песен в списке было 15).
В 1954 году хит «My Son, My Son», написанный ею в соавторстве с Эдди Калвертом, возглавил британские списки. К концу 1950-х годов певица вышла из радиоформата и стала регулярно появляться на телевидении. В начале 1960-х годов она покинула Decca Records после почти 25 лет сотрудничества и подписала контракт с лейблами EMI: Columbia Records, MGM и HMV. В 1967 году большим хитом стала песня Линн «It Hurts To Say Goodbye». В репертуаре Веры Линн были такие знаменитые песни прошлого, как «My Way», «The Man I Love», «Are You Lonesome Tonight?» (в отличие от Элвиса Пресли, Вера Линн исполнила песню целиком, а не только припев), «Over the Rainbow».
В 1980-х Вера Линн выступала лишь эпизодически, но появилась на концерте, посвящённом празднованию D-Day и концерте, организованном к пятидесятилетию со дня начала Второй мировой войны.
В сентябре 2009 года 92-летняя Вера Линн возглавила UK Albums Chart с We’ll Meet Again: The Very Best of Vera Lynn, новым сборником песен военных лет, подготовленным Decca. Этот успех был тем более примечателен, что незадолго до этого был перевыпущен весь битловский бэк-каталог, и в десятке с пластинкой Линн конкурировали сразу четыре альбома The Beatles. Музыкальная карьера Веры Линн длилась почти 85 лет.
Дама Вера Линн умерла 18 июня 2020 года в возрасте 103 лет. За месяц до своей смерти Вера Линн стала старейшей артисткой, чей альбом вошёл в список сорока лучших альбомов в Великобритании под номером 30.

## Избранная дискография

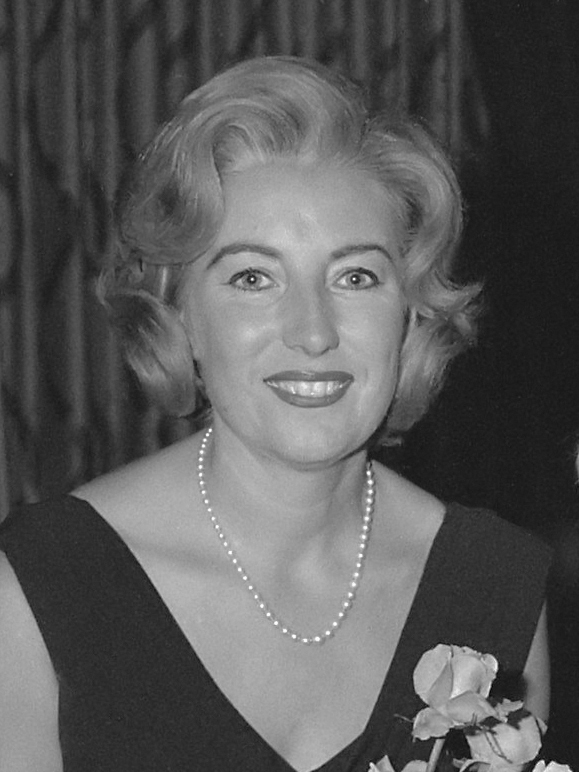
Вера Линн в 1962 году

### Студийные альбомы
- Yours (1961)
- As Time Goes By (1961)
- Hits From The Blitz (1962)
- Among My Souvenirs (1964)
- More Hits Of The Blitz (1966)
- Hits Of The 60’s — My Way (1970)
- Favourite Sacred Songs (1972)
- Christmas With Vera Lynn (1976)
- Vera Lynn In Nashville (1977)

### Сборники
- We’ll Meet Again: The Very Best of Vera Lynn (2009)
- Her Greatest from Abbey Road (2017)
- Vera Lynn 100 (2017)[9]

## Фильмография
- «We’ll Meet Again» (1942)
- «Rhythm Serenade» (1943)
- «One Exciting Night» (1944)
- «Venus fra Vestø» (1962)

## Награды
- Дама-командор ордена Британской империи (1975)[10]
- Офицер ордена Британской империи (1969)[11]
- Орден Кавалеров Почёта (2016)[12]
- Офицер ордена Святого Иоанна (1997)[13]
- Медаль Войны 1939—1945
- Бирманская звезда
- Командор ордена Оранских-Нассау (1977, Нидерланды)[14]